# Форт-Руперт 1
Форт-Руперт 1 (англ. Fort Rupert 1) — індіанська резервація в Канаді, у провінції Британська Колумбія, у межах регіонального округу Маунт-Веддінґтон.

## Населення
За даними перепису 2016 року, індіанська резервація нараховувала 27 осіб, показавши скорочення на 41,3%, порівняно з 2011-м роком. Середня густина населення становила 567,2 осіб/км².

## Клімат
Середня річна температура становить 8,7°C, середня максимальна – 17,5°C, а середня мінімальна – -0,8°C. Середня річна кількість опадів – 2 030 мм.
| Клімат поселення                              | Клімат поселення | Клімат поселення | Клімат поселення | Клімат поселення | Клімат поселення | Клімат поселення | Клімат поселення | Клімат поселення | Клімат поселення | Клімат поселення | Клімат поселення | Клімат поселення | Клімат поселення |
| Показник                                      | Січ.             | Лют.             | Бер.             | Квіт.            | Трав.            | Черв.            | Лип.             | Серп.            | Вер.             | Жовт.            | Лист.            | Груд.            |                  |
| Середній максимум, °C                         | 7,43             | 8,37             | 9,71             | 11,61            | 14,21            | 16,65            | 17,11            | 17,49            | 15,59            | 12,04            | 8,13             | 6,01             |                  |
| Середня температура, °C                       | 3,30             | 4,23             | 5,58             | 7,48             | 10,07            | 12,50            | 14,52            | 14,91            | 13,02            | 9,48             | 5,57             | 3,43             |                  |
| Середній мінімум, °C                          | −0,83            | 0,09             | 1,43             | 3,34             | 5,93             | 8,37             | 11,98            | 12,35            | 10,45            | 6,91             | 2,98             | 0,86             |                  |
| Норма опадів, мм                              | 266              | 192              | 166              | 133              | 86               | 88               | 57               | 73               | 120              | 255              | 305              | 289              |                  |
| Середньомісячна швидкість вітру, м/с          | 5.46             | 5.04             | 4.59             | 4.26             | 3.90             | 3.69             | 3.50             | 3.31             | 3.44             | 4.36             | 5.23             | 5.28             |                  |
| Середньомісячна сонячна радіація, кДж/м²·день | 2664             | 5244             | 9275             | 13737            | 17731            | 18831            | 19190            | 16240            | 11736            | 6344             | 3147             | 2105             |                  |
| --------------------------------------------- | ---------------- | ---------------- | ---------------- | ---------------- | ---------------- | ---------------- | ---------------- | ---------------- | ---------------- | ---------------- | ---------------- | ---------------- | ---------------- |
| Джерело:                                      |                  |                  |                  |                  |                  |                  |                  |                  |                  |                  |                  |                  |                  |